# Irina De Knop
Pour les articles homonymes, voir Knop.
Irina De Knop, née le 6 juillet 1978 à Asse est une femme politique belge flamande, membre de l'Open Vld.

## Biographie

### Formation
Irina De Knop est licenciée en sciences politiques de la Katholieke Universiteit Leuven et a un Master of Business Administration (MBA) en gestion générale à la Vlerick Business School.

### Fonctions politiques
Irina De Knop est échevine à Lennik de 2009 à mai 2011 puis devient bourgmestre de Lennik en mai 2011.
Elle est conseillère provinciale province du Brabant flamand de 2006 à 2009.
Le 30 juin 2009 est élue députée au Parlement flamand et finit son mandat le 25 avril 2014, elle n'est pas réélue. 
Le 9 juin 2024, elle est élue au parlement fédéral au cours des élections législatives fédérales belges. 